# Anabropsis alata
Anabropsis alata är en insektsart som först beskrevs av Brunner von Wattenwyl 1888.  Anabropsis alata ingår i släktet Anabropsis och familjen Anostostomatidae. Inga underarter finns listade i Catalogue of Life.